# Bozner Lichtfest

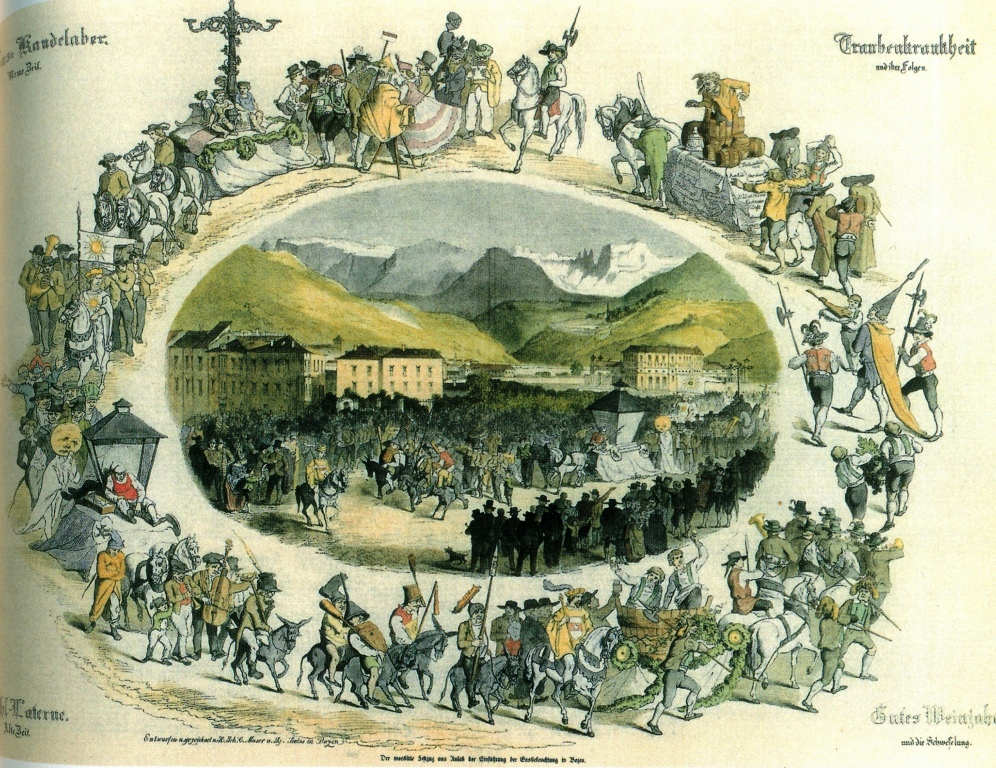
Der maskierte Festzug anlässlich der Einführung der Gasbeleuchtung in Bozen 1861. Kolorierter Holzdruck von Carl Moser (1818–1882) und Ignaz Seelos (1827–1902).

Das Bozner Lichtfest war eine am 10. November 1861 in Bozen gegen konservativ-klerikale Kräfte gerichtete Veranstaltung anlässlich der Einweihung der städtischen Gasbeleuchtung. Bewusst am Tag des Schillerfests abgehalten, markierte die Feier einen Höhepunkt im Tiroler Kulturkampf.

## Vorgeschichte
Der Tiroler Kulturkampf umfasst den Widerstand der Tiroler gegen die rechtliche Gleichstellung der verschiedenen Konfessionen mit der römisch-katholischen Kirche, gegen die Schulreform und gegen den Wiener Zentralismus. Kurz gesagt: den Widerstand Tirols gegen die Neugestaltung Österreichs im Sinne liberaler Staatsauffassung.
Eine Gasbeleuchtung war 1861 keine Besonderheit mehr. In Bozen signalisierte sie aber den Eintritt in ein neues Zeitalter und bot dem gerade an die Macht gekommenen nationalliberalen Bürgermeister Joseph Streiter die Gelegenheit, Freiheit und Fortschritt gegen die Intoleranz, den Traditionalismus und den Untertanengeist der Konservativen auszuspielen.
Bereits die Wahl des Datums war eine Provokation, ist es doch der Geburtstag von Friedrich Schiller, der von allen deutschnational gesinnten Bürgern als größter deutscher Dichter hoch verehrt wurde, und zugleich auch jener des deutschen Reformators Martin Luther.

## Ereignis
Das Lichtfest begann am Vortag mit einem Prolog im Stadttheater und der Aufführung eines Schauspiels von Karl Gutzkow. Am 10. November begann der Tag mit einem Weckruf und Umzug von Musikkapellen und Schützenkorps. Mittags wurde durch Streiter ein mehrtägiges Festschießen eröffnet mit einer deutsch-vaterländischen Rede, in der er seine Hoffnung auf die einigende Kraft der Verfassung ausdrückte, durch die auch Deutschland eingebunden werden sollte.
Der Höhepunkt des Tages war aber ein maskierter Festzug, der die alte und die neue Zeit darstellen sollte mit Verabschiedung der Vergangenheit (Öllaternen, Nachtwächter, Höllenqualen des finsteren Mittelalters) und Ankunft der Moderne (Herold der Neuzeit und des Lichts mit dem Sonnenbanner). Neben dem Wagen, der die alte Zeit darstellte, ritt auf einem Esel je eine wackelige Figur, die den abgetakelten Prälaten- und Adelstand repräsentierte. Armselige Bauerngestalten in abgenutzter Tracht zogen hintennach.

## Folgen
Die Antwort der Konservativen auf das Lichtfest war ein Gegenschießen in Lana, das später den Namen "Dunkelschießen" erhielt. Von ihm ging ein konservatives Ideen- und Interessenbündnis von Tiroler Landadel und Bauerntum aus.

## Nachwirkung
Am 10. November 2011 organisierte der Museumsverein Bozen zum 150. Jubiläum des Lichtfestes eine Gedenkveranstaltung und gab eine Publikation über die historischen Hintergründe heraus.